# Калужа (район Михаловце)
Калужа (словац. Kaluža, венг. Ungtavas ) — деревня и община Михаловецкого района Кошицкого края, Словакии.
Расположена на севере Восточно-Словацкой низменности у подножья гор Вигорлат на северном берегу водохранилища Земплинская-Ширава в 10 км от админцентра Михаловце.
Центр деревни находится на высоте 120 м над уровнем моря.
Площадь 9,891 км².

## Население
| Год:                | 1994 | 2004    | 2014    | 2024     |
| ------------------- | ---- | ------- | ------- | -------- |
| Количество человек: | 343  | 375     | 394     | 481      |
| Разница:            |      | +9,32 % | +5,06 % | +22,08 % |

По состоянию на 31 декабря 2022 года население составляло 461 человека. Население преимущественно словацкое. Плотность — 47 жит./ км².

## История
Впервые письменно упоминается в 1336 году. До 1918/1919 года принадлежала Венгерскому королевству , затем перешла в состав Чехословакии , сегодня Словакии.

## Достопримечательности
В деревне есть греко-католическая церковь святого Фомы XX века в стиле сецессии.

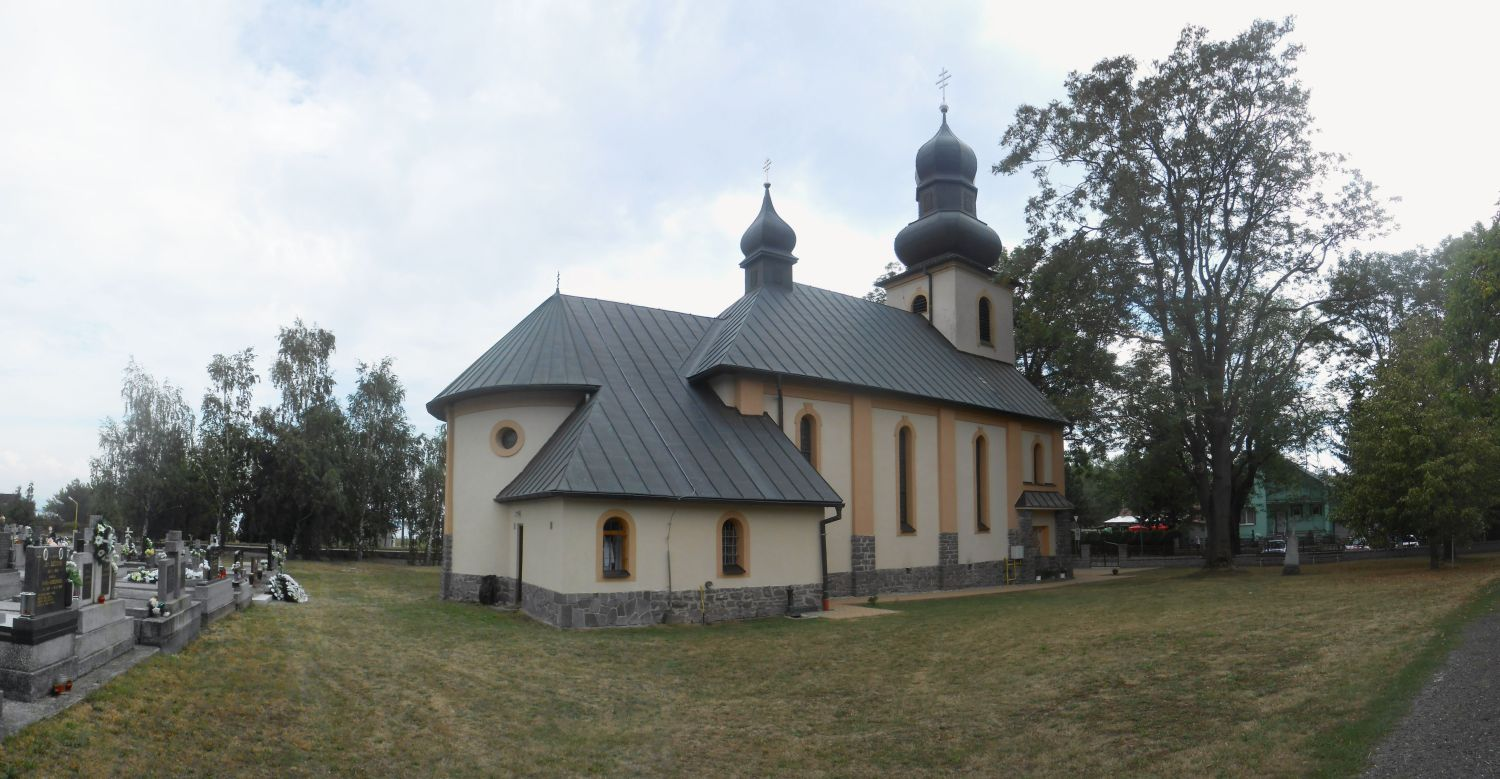
Церковь